# Agapanthida scutellaris
Agapanthida scutellaris är en skalbaggsart som beskrevs av Francis Polkinghorne Pascoe 1876. Agapanthida scutellaris ingår i släktet Agapanthida och familjen långhorningar.